# Élections municipales de 2026 en Ille-et-Vilaine
Les élections municipales en Ille-et-Vilaine sont prévues en mars 2026. Cette page ne traite que les communes de 3 000 habitants et plus en Ille-et-Vilaine.

## Résultats à l'échelle du département

### Maires sortants et maires élus
| Commune                    | Population (en 2022) | Maire sortant(e)          | Parti | Parti | Maire élu(e) | Parti | Parti |
| -------------------------- | -------------------- | ------------------------- | ----- | ----- | ------------ | ----- | ----- |
| Acigné                     | 6 911                | Olivier Dehaese           |       | PS    |              |       |       |
| Argentré-du-Plessis        | 4 591                | Jean-Noël Bévière         |       | LR    |              |       |       |
| Bain-de-Bretagne           | 7 704                | Myriam Gohier             |       | DVC   |              |       |       |
| Bains-sur-Oust             | 3 521                | Daniel Barre              |       | DVD   |              |       |       |
| Bédée                      | 4 571                | Joseph Thébault           |       | DVD   |              |       |       |
| Betton                     | 12 775               | Laurence Besserve         |       | PS    |              |       |       |
| Bourg-des-Comptes          | 3 388                | Christian Leprêtre        |       | DVD   |              |       |       |
| Bourgbarré                 | 4 692                | Franck Morvan             |       | PS    |              |       |       |
| Bréal-sous-Montfort        | 6 430                | Bernard Ethoré            |       | LR    |              |       |       |
| Breteil                    | 3 678                | Isabelle Ozoux            |       | UDI   |              |       |       |
| Bruz                       | 19 667               | Philippe Salmon           |       | ND    |              |       |       |
| Cancale                    | 5 554                | Pierre-Yves Mahieu        |       | Via   |              |       |       |
| Cesson-Sévigné             | 18 076               | Jean-Pierre Savignac      |       | HOR   |              |       |       |
| Chantepie                  | 10 378               | Gilles Dreuslin           |       | PS    |              |       |       |
| Chartres-de-Bretagne       | 8 678                | Philippe Bonnin           |       | DVG   |              |       |       |
| Châteaubourg               | 7 523                | Teddy Regnier             |       | UDI   |              |       |       |
| Châteaugiron               | 10 688               | Yves Renault              |       | DVD   |              |       |       |
| Chavagne                   | 4 562                | René Bouillon             |       | PS    |              |       |       |
| Combourg                   | 6 324                | Joël Le Besco             |       | DVD   |              |       |       |
| Corps-Nuds                 | 3 555                | Alain Prigent             |       | MoDem |              |       |       |
| Dinard                     | 10 407               | Arnaud Salmon             |       | HOR   |              |       |       |
| Dol-de-Bretagne            | 5 786                | Denis Rapinel             |       | UDI   |              |       |       |
| Domloup                    | 3 839                | Jacky Lechâble            |       | DVG   |              |       |       |
| Fougères                   | 20 602               | Louis Feuvrier            |       | DVC   |              |       |       |
| Gévezé                     | 5 987                | Jean-Claude Rouault       |       | DVD   |              |       |       |
| Goven                      | 4 326                | Norbert Saulnier          |       | DVG   |              |       |       |
| Guichen                    | 9 203                | Dominique Delamarre       |       | DVD   |              |       |       |
| Guignen                    | 4 149                | Évelyne Lefeuvre          |       | DVG   |              |       |       |
| Guipry-Messac              | 7 243                | Thierry Beaujouan         |       | DVG   |              |       |       |
| Iffendic                   | 4 603                | Christophe Martins        |       | PRV   |              |       |       |
| Janzé                      | 8 618                | Hubert Paris              |       | DVG   |              |       |       |
| L'Hermitage                | 4 683                | André Chouan              |       | DVG   |              |       |       |
| La Bouëxière               | 4 602                | Stéphane Piquet           |       | DVG   |              |       |       |
| La Chapelle-des-Fougeretz  | 4 603                | Christèle Gasté           |       | DVD   |              |       |       |
| La Guerche-de-Bretagne     | 4 450                | Élisabeth Guiheneux       |       | DVC   |              |       |       |
| La Mézière                 | 4 935                | Pascal Goriaux            |       | PS    |              |       |       |
| Laillé                     | 5 154                | Françoise Louapre         |       | DVG   |              |       |       |
| Le Rheu                    | 9 823                | Chantal Pétard-Voisin     |       | PS    |              |       |       |
| Lécousse                   | 3 423                | Anne Perrin               |       | SE    |              |       |       |
| Liffré                     | 8 987                | Guillaume Bégué           |       | PS    |              |       |       |
| Louvigné-du-Désert         | 3 352                | Jean-Pierre Oger          |       | DVD   |              |       |       |
| Maen Roch                  | 5 093                | Thomas Janvier            |       | RE    |              |       |       |
| Melesse                    | 7 400                | Claude Jaouen             |       | DVG   |              |       |       |
| Mesnil-Roc'h               | 4 457                | Christelle Brossellier    |       | DVC   |              |       |       |
| Miniac-Morvan              | 4 379                | Olivier Compain           |       | DVC   |              |       |       |
| Montauban-de-Bretagne      | 5 932                | Serge Jalu                |       | PS    |              |       |       |
| Montfort-sur-Meu           | 6 767                | Fabrice Dalino            |       | UDB   |              |       |       |
| Montgermont                | 3 777                | Laurent Prizé             |       | DVG   |              |       |       |
| Mordelles                  | 7 831                | Thierry Le Bihan          |       | RE    |              |       |       |
| Nouvoitou                  | 3 732                | Jean-Marc Legagneur       |       | PS    |              |       |       |
| Noyal-Châtillon-sur-Seiche | 7 995                | Sébastien Guéret          |       | DVG   |              |       |       |
| Noyal-sur-Vilaine          | 6 250                | Marielle Muret-Baudouin   |       | SE    |              |       |       |
| Orgères                    | 5 602                | Yannick Cochaud           |       | DVD   |              |       |       |
| Pacé                       | 11 815               | Hervé Depouez             |       | DVD   |              |       |       |
| Pipriac                    | 3 871                | Franck Pichot             |       | PS    |              |       |       |
| Piré-Chancé                | 3 177                | Dominique Denieul         |       | DVD   |              |       |       |
| Plélan-le-Grand            | 4 063                | Murielle Douté-Bouton     |       | DVG   |              |       |       |
| Pleumeleuc                 | 3 535                | Patrick Le Texier         |       | DVD   |              |       |       |
| Pleurtuit                  | 7 064                | Sophie Bezier             |       | DVD   |              |       |       |
| Pont-Péan                  | 4 289                | Michel Demolder           |       | PCF   |              |       |       |
| Redon                      | 9 336                | Pascal Duchêne            |       | UDI   |              |       |       |
| Retiers                    | 4 553                | Thierry Restif            |       | RE    |              |       |       |
| Romillé                    | 4 154                | Henri Daucé               |       | DVG   |              |       |       |
| Saint-Aubin-d'Aubigné      | 4 231                | Jacques Richard           |       | DVD   |              |       |       |
| Saint-Aubin-du-Cormier     | 4 145                | Jérôme Bégasse            |       | DVG   |              |       |       |
| Saint-Erblon               | 3 615                | Matthieu Pollet           |       | DVG   |              |       |       |
| Saint-Gilles               | 5 489                | Philippe Thébault         |       | DVG   |              |       |       |
| Saint-Grégoire             | 9 992                | Laëtitia Remoissenet      |       | DVC   |              |       |       |
| Saint-Jacques-de-la-Lande  | 13 593               | Marie Ducamin             |       | PS    |              |       |       |
| Saint-Malo                 | 47 255               | Gilles Lurton             |       | DVD   |              |       |       |
| Saint-Méen-le-Grand        | 4 642                | Pierre Guitton            |       | UDI   |              |       |       |
| Saint-Méloir-des-Ondes     | 4 666                | Dominique de La Portbarré |       | DVC   |              |       |       |
| Servon-sur-Vilaine         | 4 032                | Melaine Morin             |       | DVG   |              |       |       |
| Thorigné-Fouillard         | 8 631                | Gaël Lefeuvre             |       | ECO   |              |       |       |
| Tinténiac                  | 3 877                | Christian Toczé           |       | DVG   |              |       |       |
| Val d'Anast                | 3 925                | Pierre-Yves Reboux        |       | PRV   |              |       |       |
| Val-Couesnon               | 4 084                | Emmanuel Houdus           |       | DVC   |              |       |       |
| Vern-sur-Seiche            | 8 272                | Stéphane Labbé            |       | HOR   |              |       |       |
| Vezin-le-Coquet            | 6 441                | René-François Houssin     |       | DVG   |              |       |       |
| Vitré                      | 18 892               | Pierre Léonardi           |       | DVD   |              |       |       |

### Résultats en nombre de maires
| Partis       | Partis                               | Maires sortants | Maires élus | Évolution |
| ------------ | ------------------------------------ | --------------- | ----------- | --------- |
|              | Divers gauche                        | 20              |             |           |
|              | Parti socialiste                     | 12              |             |           |
|              | Nouvelle Donne                       | 1               |             |           |
|              | Parti communiste français            | 1               |             |           |
|              | Union démocratique bretonne          | 1               |             |           |
| Total gauche | Total gauche                         | 35              |             |           |
|              | Divers centre                        | 8               |             |           |
|              | Union des démocrates et indépendants | 5               |             |           |
|              | Renaissance                          | 3               |             |           |
|              | Horizons                             | 3               |             |           |
|              | Parti radical                        | 2               |             |           |
|              | Mouvement démocrate                  | 1               |             |           |
| Total centre | Total centre                         | 22              |             |           |
|              | Divers droite                        | 17              |             |           |
|              | Les Républicains                     | 2               |             |           |
|              | Via, la voie du peuple               | 1               |             |           |
| Total droite | Total droite                         | 20              |             |           |
|              | Sans étiquette                       | 2               |             |           |
|              | Divers écologistes                   | 1               |             |           |
| Total        | Total                                | 80              | 80          | -         |

## Résultats dans les communes de plus de 3 000 habitants

### Acigné
- Maire sortant : Olivier Dehaese (PS)
- 29 sièges à pourvoir au conseil municipal (population légale 2022 : 6 911 habitants)
- 2 sièges à pourvoir au conseil communautaire (Rennes Métropole)

| Tête de liste | Tête de liste | Parti(s) | Nuance | Premier tour | Premier tour | Second tour | Second tour | Sièges | Sièges |
| Tête de liste | Tête de liste | Parti(s) | Nuance | Voix         | %            | Voix        | %           | CM     | CC     |
| ------------- | ------------- | -------- | ------ | ------------ | ------------ | ----------- | ----------- | ------ | ------ |

### Argentré-du-Plessis
- Maire sortant : Jean-Noël Bévière (LR)
- 27 sièges à pourvoir au conseil municipal (population légale 2022 : 4 591 habitants)
- 4 sièges à pourvoir au conseil communautaire (Vitré Communauté)

| Tête de liste            | Tête de liste     | Parti(s) | Nuance | Premier tour | Premier tour | Second tour | Second tour | Sièges | Sièges |
| Tête de liste            | Tête de liste     | Parti(s) | Nuance | Voix         | %            | Voix        | %           | CM     | CC     |
| ------------------------ | ----------------- | -------- | ------ | ------------ | ------------ | ----------- | ----------- | ------ | ------ |
|                          | Christian Hamelot | DVC      |        |              |              |             |             |        |        |
|                          |                   |          |        |              |              |             |             |        |        |
| Exprimés                 |                   |          |        |              |              |             |             |        |        |
| Votes blancs             |                   |          |        |              |              |             |             |        |        |
| Votes nuls               |                   |          |        |              |              |             |             |        |        |
| Total                    | Total             | Total    | Total  |              | 100          |             | 100         | 27     | 4      |
| Absentions               |                   |          |        |              |              |             |             |        |        |
| Inscrits / participation |                   |          |        |              |              |             |             |        |        |

### Bain-de-Bretagne
- Maire sortante : Myriam Gohier (DVC)
- 29 sièges à pourvoir au conseil municipal (population légale 2022 : 7 704 habitants)
- 10 sièges à pourvoir au conseil communautaire (Bretagne Porte de Loire Communauté)

| Tête de liste            | Tête de liste  | Parti(s) | Nuance | Premier tour | Premier tour | Second tour | Second tour | Sièges | Sièges |
| Tête de liste            | Tête de liste  | Parti(s) | Nuance | Voix         | %            | Voix        | %           | CM     | CC     |
| ------------------------ | -------------- | -------- | ------ | ------------ | ------------ | ----------- | ----------- | ------ | ------ |
|                          | Myriam Gohier, | DVC      |        |              |              |             |             |        |        |
|                          |                |          |        |              |              |             |             |        |        |
| Exprimés                 |                |          |        |              |              |             |             |        |        |
| Votes blancs             |                |          |        |              |              |             |             |        |        |
| Votes nuls               |                |          |        |              |              |             |             |        |        |
| Total                    | Total          | Total    | Total  |              | 100          |             | 100         | 29     | 10     |
| Absentions               |                |          |        |              |              |             |             |        |        |
| Inscrits / participation |                |          |        |              |              |             |             |        |        |

### Bains-sur-Oust
- Maire sortant : Daniel Barre (DVD)
- 27 sièges à pourvoir au conseil municipal (population légale 2022 : 3 521 habitants)
- 3 sièges à pourvoir au conseil communautaire (Redon Agglomération)

| Tête de liste | Tête de liste | Parti(s) | Nuance | Premier tour | Premier tour | Second tour | Second tour | Sièges | Sièges |
| Tête de liste | Tête de liste | Parti(s) | Nuance | Voix         | %            | Voix        | %           | CM     | CC     |
| ------------- | ------------- | -------- | ------ | ------------ | ------------ | ----------- | ----------- | ------ | ------ |

### Bédée
- Maire sortant : Joseph Thébault (DVD)
- 27 sièges à pourvoir au conseil municipal (population légale 2022 : 4 571 habitants)
- 5 sièges à pourvoir au conseil communautaire (Montfort Communauté)

| Tête de liste | Tête de liste | Parti(s) | Nuance | Premier tour | Premier tour | Second tour | Second tour | Sièges | Sièges |
| Tête de liste | Tête de liste | Parti(s) | Nuance | Voix         | %            | Voix        | %           | CM     | CC     |
| ------------- | ------------- | -------- | ------ | ------------ | ------------ | ----------- | ----------- | ------ | ------ |

### Betton
- Maire sortante : Laurence Besserve (PS)
- 33 sièges à pourvoir au conseil municipal (population légale 2022 : 12 775 habitants)
- 2 sièges à pourvoir au conseil communautaire (Rennes Métropole)

| Tête de liste | Tête de liste | Parti(s) | Nuance | Premier tour | Premier tour | Second tour | Second tour | Sièges | Sièges |
| Tête de liste | Tête de liste | Parti(s) | Nuance | Voix         | %            | Voix        | %           | CM     | CC     |
| ------------- | ------------- | -------- | ------ | ------------ | ------------ | ----------- | ----------- | ------ | ------ |

### Bourg-des-Comptes
- Maire sortant : Christian Leprêtre (DVD)
- 23 sièges à pourvoir au conseil municipal (population légale 2022 : 3 388	 habitants)
- 3 sièges à pourvoir au conseil communautaire (Vallons de Haute-Bretagne Communauté)

| Tête de liste | Tête de liste | Parti(s) | Nuance | Premier tour | Premier tour | Second tour | Second tour | Sièges | Sièges |
| Tête de liste | Tête de liste | Parti(s) | Nuance | Voix         | %            | Voix        | %           | CM     | CC     |
| ------------- | ------------- | -------- | ------ | ------------ | ------------ | ----------- | ----------- | ------ | ------ |

### Bourgbarré
- Maire sortant : Franck Morvan (PS)
- 27 sièges à pourvoir au conseil municipal (population légale 2022 : 4 692 habitants)
- 1 siège à pourvoir au conseil communautaire (Rennes Métropole)

| Tête de liste | Tête de liste | Parti(s) | Nuance | Premier tour | Premier tour | Second tour | Second tour | Sièges | Sièges |
| Tête de liste | Tête de liste | Parti(s) | Nuance | Voix         | %            | Voix        | %           | CM     | CC     |
| ------------- | ------------- | -------- | ------ | ------------ | ------------ | ----------- | ----------- | ------ | ------ |

### Bréal-sous-Montfort
- Maire sortant : Bernard Ethoré (LR)
- 29 sièges à pourvoir au conseil municipal (population légale 2022 : 6 430 habitants)
- 10 sièges à pourvoir au conseil communautaire (CC de Brocéliande)

| Tête de liste | Tête de liste | Parti(s) | Nuance | Premier tour | Premier tour | Second tour | Second tour | Sièges | Sièges |
| Tête de liste | Tête de liste | Parti(s) | Nuance | Voix         | %            | Voix        | %           | CM     | CC     |
| ------------- | ------------- | -------- | ------ | ------------ | ------------ | ----------- | ----------- | ------ | ------ |

### Breteil
- Maire sortante : Isabelle Ozoux (UDI), ne se représente pas[4].
- 27 sièges à pourvoir au conseil municipal (population légale 2022 : 3 678 habitants)
- 4 sièges à pourvoir au conseil communautaire (Montfort Communauté)

| Tête de liste | Tête de liste | Parti(s) | Nuance | Premier tour | Premier tour | Second tour | Second tour | Sièges | Sièges |
| Tête de liste | Tête de liste | Parti(s) | Nuance | Voix         | %            | Voix        | %           | CM     | CC     |
| ------------- | ------------- | -------- | ------ | ------------ | ------------ | ----------- | ----------- | ------ | ------ |

### Bruz
- Maire sortant : Philippe Salmon (ND)
- 33 sièges à pourvoir au conseil municipal (population légale 2022 : 19 667 habitants)
- 4 sièges à pourvoir au conseil communautaire (Rennes Métropole)

| Tête de liste | Tête de liste | Parti(s) | Nuance | Premier tour | Premier tour | Second tour | Second tour | Sièges | Sièges |
| Tête de liste | Tête de liste | Parti(s) | Nuance | Voix         | %            | Voix        | %           | CM     | CC     |
| ------------- | ------------- | -------- | ------ | ------------ | ------------ | ----------- | ----------- | ------ | ------ |

### Cancale
- Maire sortant : Pierre-Yves Mahieu (Via)
- 29 sièges à pourvoir au conseil municipal (population légale 2022 : 5 554 habitants)
- 4 sièges à pourvoir au conseil communautaire (Saint-Malo Agglomération)

| Tête de liste | Tête de liste | Parti(s) | Nuance | Premier tour | Premier tour | Second tour | Second tour | Sièges | Sièges |
| Tête de liste | Tête de liste | Parti(s) | Nuance | Voix         | %            | Voix        | %           | CM     | CC     |
| ------------- | ------------- | -------- | ------ | ------------ | ------------ | ----------- | ----------- | ------ | ------ |

### Cesson-Sévigné
- Maire sortant : Jean-Pierre Savignac (HOR)
- 33 sièges à pourvoir au conseil municipal (population légale 2022 : 18 076 habitants)
- 4 sièges à pourvoir au conseil communautaire (Rennes Métropole)

| Tête de liste | Tête de liste | Parti(s) | Nuance | Premier tour | Premier tour | Second tour | Second tour | Sièges | Sièges |
| Tête de liste | Tête de liste | Parti(s) | Nuance | Voix         | %            | Voix        | %           | CM     | CC     |
| ------------- | ------------- | -------- | ------ | ------------ | ------------ | ----------- | ----------- | ------ | ------ |

### Chantepie
- Maire sortant : Gilles Dreuslin (PS)
- 33 sièges à pourvoir au conseil municipal (population légale 2022 :10 378  habitants)
- 2 sièges à pourvoir au conseil communautaire (Rennes Métropole)

| Tête de liste | Tête de liste | Parti(s) | Nuance | Premier tour | Premier tour | Second tour | Second tour | Sièges | Sièges |
| Tête de liste | Tête de liste | Parti(s) | Nuance | Voix         | %            | Voix        | %           | CM     | CC     |
| ------------- | ------------- | -------- | ------ | ------------ | ------------ | ----------- | ----------- | ------ | ------ |

### Chartres-de-Bretagne
- Maire sortant : Philippe Bonnin (DVG)
- 29 sièges à pourvoir au conseil municipal (population légale 2022 : 8 678 habitants)
- 2 siège à pourvoir au conseil communautaire (Rennes Métropole)

| Tête de liste            | Tête de liste    | Parti(s) | Nuance | Premier tour | Premier tour | Second tour | Second tour | Sièges | Sièges |
| Tête de liste            | Tête de liste    | Parti(s) | Nuance | Voix         | %            | Voix        | %           | CM     | CC     |
| ------------------------ | ---------------- | -------- | ------ | ------------ | ------------ | ----------- | ----------- | ------ | ------ |
|                          | Philippe Bonnin, | DVG      |        |              |              |             |             |        |        |
|                          |                  |          |        |              |              |             |             |        |        |
| Exprimés                 |                  |          |        |              |              |             |             |        |        |
| Votes blancs             |                  |          |        |              |              |             |             |        |        |
| Votes nuls               |                  |          |        |              |              |             |             |        |        |
| Total                    | Total            | Total    | Total  |              | 100          |             | 100         | 29     | 2      |
| Absentions               |                  |          |        |              |              |             |             |        |        |
| Inscrits / participation |                  |          |        |              |              |             |             |        |        |

### Châteaubourg
- Maire sortant : Teddy Regnier (UDI)
- 29 sièges à pourvoir au conseil municipal (population légale 2022 : 7 523 habitants)
- 6 sièges à pourvoir au conseil communautaire (Vitré Communauté)

| Tête de liste            | Tête de liste  | Parti(s) | Nuance | Premier tour | Premier tour | Second tour | Second tour | Sièges | Sièges |
| Tête de liste            | Tête de liste  | Parti(s) | Nuance | Voix         | %            | Voix        | %           | CM     | CC     |
| ------------------------ | -------------- | -------- | ------ | ------------ | ------------ | ----------- | ----------- | ------ | ------ |
|                          | À déterminer   | DVG      |        |              |              |             |             |        |        |
|                          | À déterminer   | DVG      |        |              |              |             |             |        |        |
|                          | Teddy Regnier, | UDI      |        |              |              |             |             |        |        |
|                          |                |          |        |              |              |             |             |        |        |
| Exprimés                 |                |          |        |              |              |             |             |        |        |
| Votes blancs             |                |          |        |              |              |             |             |        |        |
| Votes nuls               |                |          |        |              |              |             |             |        |        |
| Total                    | Total          | Total    | Total  |              | 100          |             | 100         | 29     | 6      |
| Absentions               |                |          |        |              |              |             |             |        |        |
| Inscrits / participation |                |          |        |              |              |             |             |        |        |

### Châteaugiron
- Maire sortant : Yves Renault (DVD)
- 33 sièges à pourvoir au conseil municipal (population légale 2022 : 10 688 habitants)
- 12 sièges à pourvoir au conseil communautaire (Pays de Châteaugiron Communauté)

| Tête de liste | Tête de liste | Parti(s) | Nuance | Premier tour | Premier tour | Second tour | Second tour | Sièges | Sièges |
| Tête de liste | Tête de liste | Parti(s) | Nuance | Voix         | %            | Voix        | %           | CM     | CC     |
| ------------- | ------------- | -------- | ------ | ------------ | ------------ | ----------- | ----------- | ------ | ------ |

### Chavagne
- Maire sortant : René Bouillon (PS)
- 27 sièges à pourvoir au conseil municipal (population légale 2022 : 4 562 habitants)
- 1 siège à pourvoir au conseil communautaire (Rennes Métropole)

| Tête de liste | Tête de liste | Parti(s) | Nuance | Premier tour | Premier tour | Second tour | Second tour | Sièges | Sièges |
| Tête de liste | Tête de liste | Parti(s) | Nuance | Voix         | %            | Voix        | %           | CM     | CC     |
| ------------- | ------------- | -------- | ------ | ------------ | ------------ | ----------- | ----------- | ------ | ------ |

### Combourg
- Maire sortant : Joël Le Besco (DVD)
- 29 sièges à pourvoir au conseil municipal (population légale 2022 : 6 324 habitants)
- 7 sièges à pourvoir au conseil communautaire (CC Bretagne Romantique)

| Tête de liste | Tête de liste | Parti(s) | Nuance | Premier tour | Premier tour | Second tour | Second tour | Sièges | Sièges |
| Tête de liste | Tête de liste | Parti(s) | Nuance | Voix         | %            | Voix        | %           | CM     | CC     |
| ------------- | ------------- | -------- | ------ | ------------ | ------------ | ----------- | ----------- | ------ | ------ |

### Corps-Nuds
- Maire sortant : Alain Prigent (MoDem), ne se représente pas[4].
- 27 sièges à pourvoir au conseil municipal (population légale 2022 : 3 555 habitants)
- 1 siège à pourvoir au conseil communautaire (Rennes Métropole)

| Tête de liste | Tête de liste | Parti(s) | Nuance | Premier tour | Premier tour | Second tour | Second tour | Sièges | Sièges |
| Tête de liste | Tête de liste | Parti(s) | Nuance | Voix         | %            | Voix        | %           | CM     | CC     |
| ------------- | ------------- | -------- | ------ | ------------ | ------------ | ----------- | ----------- | ------ | ------ |

### Dinard
- Maire sortant : Arnaud Salmon (HOR)
- 33 sièges à pourvoir au conseil municipal (population légale 2022 : 10 407 habitants)
- 13 sièges à pourvoir au conseil communautaire (CC Côte d'Émeraude)

| Tête de liste            | Tête de liste  | Parti(s) | Nuance | Premier tour | Premier tour | Second tour | Second tour | Sièges | Sièges |
| Tête de liste            | Tête de liste  | Parti(s) | Nuance | Voix         | %            | Voix        | %           | CM     | CC     |
| ------------------------ | -------------- | -------- | ------ | ------------ | ------------ | ----------- | ----------- | ------ | ------ |
|                          | Arnaud Salmon, | HOR      |        |              |              |             |             |        |        |
|                          |                |          |        |              |              |             |             |        |        |
| Exprimés                 |                |          |        |              |              |             |             |        |        |
| Votes blancs             |                |          |        |              |              |             |             |        |        |
| Votes nuls               |                |          |        |              |              |             |             |        |        |
| Total                    | Total          | Total    | Total  |              | 100          |             | 100         | 33     | 13     |
| Absentions               |                |          |        |              |              |             |             |        |        |
| Inscrits / participation |                |          |        |              |              |             |             |        |        |

### Dol-de-Bretagne
- Maire sortant : Denis Rapinel (UDI)
- 29 sièges à pourvoir au conseil municipal (population légale 2022 : 5 786 habitants)
- 8 sièges à pourvoir au conseil communautaire (CC du pays de Dol et de la baie du Mont-Saint-Michel)

| Tête de liste | Tête de liste | Parti(s) | Nuance | Premier tour | Premier tour | Second tour | Second tour | Sièges | Sièges |
| Tête de liste | Tête de liste | Parti(s) | Nuance | Voix         | %            | Voix        | %           | CM     | CC     |
| ------------- | ------------- | -------- | ------ | ------------ | ------------ | ----------- | ----------- | ------ | ------ |

### Domloup
- Maire sortant : Jacky Lechâble (DVG)
- 27 sièges à pourvoir au conseil municipal (population légale 2022 : 3 839 habitants)
- 4 sièges à pourvoir au conseil communautaire (Pays de Châteaugiron Communauté)

| Tête de liste | Tête de liste | Parti(s) | Nuance | Premier tour | Premier tour | Second tour | Second tour | Sièges | Sièges |
| Tête de liste | Tête de liste | Parti(s) | Nuance | Voix         | %            | Voix        | %           | CM     | CC     |
| ------------- | ------------- | -------- | ------ | ------------ | ------------ | ----------- | ----------- | ------ | ------ |

### Fougères
- Maire sortant : Louis Feuvrier (DVC), ne se représente pas[4].
- 35 sièges à pourvoir au conseil municipal (population légale 2022 : 20 602 habitants)
- 21 sièges à pourvoir au conseil communautaire (Fougères Agglomération)

| Tête de liste            | Tête de liste    | Parti(s)                       | Nuance | Premier tour | Premier tour | Second tour | Second tour | Sièges | Sièges |
| Tête de liste            | Tête de liste    | Parti(s)                       | Nuance | Voix         | %            | Voix        | %           | CM     | CC     |
| ------------------------ | ---------------- | ------------------------------ | ------ | ------------ | ------------ | ----------- | ----------- | ------ | ------ |
|                          | Hélène Diard     | LÉ-PCF-LFI[Pas dans la source] |        |              |              |             |             |        |        |
|                          | Christophe Hardy | DVG-DVC                        |        |              |              |             |             |        |        |
|                          | Alice Lebret     | RE                             |        |              |              |             |             |        |        |
|                          |                  |                                |        |              |              |             |             |        |        |
| Exprimés                 |                  |                                |        |              |              |             |             |        |        |
| Votes blancs             |                  |                                |        |              |              |             |             |        |        |
| Votes nuls               |                  |                                |        |              |              |             |             |        |        |
| Total                    | Total            | Total                          | Total  |              | 100          |             | 100         | 35     | 21     |
| Absentions               |                  |                                |        |              |              |             |             |        |        |
| Inscrits / participation |                  |                                |        |              |              |             |             |        |        |

### Gévezé
- Maire sortant : Jean-Claude Rouault (DVD)
- 29 sièges à pourvoir au conseil municipal (population légale 2022 : 5 987 habitants)
- 2 sièges à pourvoir au conseil communautaire (Rennes Métropole)

| Tête de liste | Tête de liste | Parti(s) | Nuance | Premier tour | Premier tour | Second tour | Second tour | Sièges | Sièges |
| Tête de liste | Tête de liste | Parti(s) | Nuance | Voix         | %            | Voix        | %           | CM     | CC     |
| ------------- | ------------- | -------- | ------ | ------------ | ------------ | ----------- | ----------- | ------ | ------ |

### Goven
- Maire sortant : Norbert Saulnier (DVG)
- 27 sièges à pourvoir au conseil municipal (population légale 2022 : 4 326 habitants)
- 5 sièges à pourvoir au conseil communautaire (Vallons de Haute-Bretagne Communauté)

| Tête de liste | Tête de liste | Parti(s) | Nuance | Premier tour | Premier tour | Second tour | Second tour | Sièges | Sièges |
| Tête de liste | Tête de liste | Parti(s) | Nuance | Voix         | %            | Voix        | %           | CM     | CC     |
| ------------- | ------------- | -------- | ------ | ------------ | ------------ | ----------- | ----------- | ------ | ------ |

### Guichen
- Maire sortant : Joël Sieller (DVD)
- 29 sièges à pourvoir au conseil municipal (population légale 2022 :9 203  habitants)
- 9 sièges à pourvoir au conseil communautaire (Vallons de Haute-Bretagne Communauté)

| Tête de liste | Tête de liste | Parti(s) | Nuance | Premier tour | Premier tour | Second tour | Second tour | Sièges | Sièges |
| Tête de liste | Tête de liste | Parti(s) | Nuance | Voix         | %            | Voix        | %           | CM     | CC     |
| ------------- | ------------- | -------- | ------ | ------------ | ------------ | ----------- | ----------- | ------ | ------ |

### Guignen
- Maire sortante : Évelyne Lefeuvre (DVG)
- 27 sièges à pourvoir au conseil municipal (population légale 2022 : 4 149 habitants)
- 4 sièges à pourvoir au conseil communautaire (Vallons de Haute-Bretagne Communauté)

| Tête de liste | Tête de liste | Parti(s) | Nuance | Premier tour | Premier tour | Second tour | Second tour | Sièges | Sièges |
| Tête de liste | Tête de liste | Parti(s) | Nuance | Voix         | %            | Voix        | %           | CM     | CC     |
| ------------- | ------------- | -------- | ------ | ------------ | ------------ | ----------- | ----------- | ------ | ------ |

### Guipry-Messac
- Maire sortant : Thierry Beaujouan (DVG)
- 29 sièges à pourvoir au conseil municipal (population légale 2022 : 7 243 habitants)
- 7 sièges à pourvoir au conseil communautaire (Vallons de Haute-Bretagne Communauté)

| Tête de liste | Tête de liste | Parti(s) | Nuance | Premier tour | Premier tour | Second tour | Second tour | Sièges | Sièges |
| Tête de liste | Tête de liste | Parti(s) | Nuance | Voix         | %            | Voix        | %           | CM     | CC     |
| ------------- | ------------- | -------- | ------ | ------------ | ------------ | ----------- | ----------- | ------ | ------ |

### Iffendic
- Maire sortant : Christophe Martins (PRV)
- 27 sièges à pourvoir au conseil municipal (population légale 2022 : 4 603 habitants)
- 6 sièges à pourvoir au conseil communautaire (Montfort Communauté)

| Tête de liste | Tête de liste | Parti(s) | Nuance | Premier tour | Premier tour | Second tour | Second tour | Sièges | Sièges |
| Tête de liste | Tête de liste | Parti(s) | Nuance | Voix         | %            | Voix        | %           | CM     | CC     |
| ------------- | ------------- | -------- | ------ | ------------ | ------------ | ----------- | ----------- | ------ | ------ |

### Janzé
- Maire sortant : Hubert Paris (DVG), ne se représente pas[4].
- 29 sièges à pourvoir au conseil municipal (population légale 2022 : 8 618 habitants)
- 11 sièges à pourvoir au conseil communautaire (Roche aux Fées Communauté)

| Tête de liste | Tête de liste | Parti(s) | Nuance | Premier tour | Premier tour | Second tour | Second tour | Sièges | Sièges |
| Tête de liste | Tête de liste | Parti(s) | Nuance | Voix         | %            | Voix        | %           | CM     | CC     |
| ------------- | ------------- | -------- | ------ | ------------ | ------------ | ----------- | ----------- | ------ | ------ |

### L'Hermitage
- Maire sortant : André Chouan (DVG), ne se représente pas.
- 27 sièges à pourvoir au conseil municipal (population légale 2022 : 4 683 habitants)
- 1 siège à pourvoir au conseil communautaire (Rennes Métropole)

| Tête de liste            | Tête de liste | Parti(s) | Nuance | Premier tour | Premier tour | Second tour | Second tour | Sièges | Sièges |
| Tête de liste            | Tête de liste | Parti(s) | Nuance | Voix         | %            | Voix        | %           | CM     | CC     |
| ------------------------ | ------------- | -------- | ------ | ------------ | ------------ | ----------- | ----------- | ------ | ------ |
|                          | À déterminer  | DVG      |        |              |              |             |             |        |        |
|                          |               |          |        |              |              |             |             |        |        |
| Exprimés                 |               |          |        |              |              |             |             |        |        |
| Votes blancs             |               |          |        |              |              |             |             |        |        |
| Votes nuls               |               |          |        |              |              |             |             |        |        |
| Total                    | Total         | Total    | Total  |              | 100          |             | 100         | 27     | 1      |
| Absentions               |               |          |        |              |              |             |             |        |        |
| Inscrits / participation |               |          |        |              |              |             |             |        |        |

### La Bouëxière
- Maire sortant : Stéphane Piquet (DVG)
- 27 sièges à pourvoir au conseil municipal (population légale 2022 : 4 602 habitants)
- 7 sièges à pourvoir au conseil communautaire (Liffré-Cormier Communauté)

| Tête de liste | Tête de liste | Parti(s) | Nuance | Premier tour | Premier tour | Second tour | Second tour | Sièges | Sièges |
| Tête de liste | Tête de liste | Parti(s) | Nuance | Voix         | %            | Voix        | %           | CM     | CC     |
| ------------- | ------------- | -------- | ------ | ------------ | ------------ | ----------- | ----------- | ------ | ------ |

### La Chapelle-des-Fougeretz
- Maire sortante : Christèle Gasté (DVD)
- 27 sièges à pourvoir au conseil municipal (population légale 2022 : 4 603 habitants)
- 1 siège à pourvoir au conseil communautaire (Rennes Métropole)

| Tête de liste | Tête de liste | Parti(s) | Nuance | Premier tour | Premier tour | Second tour | Second tour | Sièges | Sièges |
| Tête de liste | Tête de liste | Parti(s) | Nuance | Voix         | %            | Voix        | %           | CM     | CC     |
| ------------- | ------------- | -------- | ------ | ------------ | ------------ | ----------- | ----------- | ------ | ------ |

### La Guerche-de-Bretagne
- Maire sortant : Élisabeth Guiheneux (DVC), ne se représente pas[4].
- 27 sièges à pourvoir au conseil municipal (population légale 2022 : 4 450 habitants)
- 4 sièges à pourvoir au conseil communautaire (Vitré Communauté)

| Tête de liste | Tête de liste | Parti(s) | Nuance | Premier tour | Premier tour | Second tour | Second tour | Sièges | Sièges |
| Tête de liste | Tête de liste | Parti(s) | Nuance | Voix         | %            | Voix        | %           | CM     | CC     |
| ------------- | ------------- | -------- | ------ | ------------ | ------------ | ----------- | ----------- | ------ | ------ |

### La Mézière
- Maire sortant : Pascal Goriaux (PS)
- 27 sièges à pourvoir au conseil municipal (population légale 2022 : 4 935 habitants)
- 5 sièges à pourvoir au conseil communautaire (CC du Val d'Ille-Aubigné)

| Tête de liste | Tête de liste | Parti(s) | Nuance | Premier tour | Premier tour | Second tour | Second tour | Sièges | Sièges |
| Tête de liste | Tête de liste | Parti(s) | Nuance | Voix         | %            | Voix        | %           | CM     | CC     |
| ------------- | ------------- | -------- | ------ | ------------ | ------------ | ----------- | ----------- | ------ | ------ |

### Laillé
- Maire sortante : Françoise Louapre (DVG)
- 29 sièges à pourvoir au conseil municipal (population légale 2022 : 5 154 habitants)
- 2 sièges à pourvoir au conseil communautaire (Rennes Métropole)

| Tête de liste            | Tête de liste      | Parti(s) | Nuance | Premier tour | Premier tour | Second tour | Second tour | Sièges | Sièges |
| Tête de liste            | Tête de liste      | Parti(s) | Nuance | Voix         | %            | Voix        | %           | CM     | CC     |
| ------------------------ | ------------------ | -------- | ------ | ------------ | ------------ | ----------- | ----------- | ------ | ------ |
|                          | Françoise Louapre, | DVG      |        |              |              |             |             |        |        |
|                          |                    |          |        |              |              |             |             |        |        |
| Exprimés                 |                    |          |        |              |              |             |             |        |        |
| Votes blancs             |                    |          |        |              |              |             |             |        |        |
| Votes nuls               |                    |          |        |              |              |             |             |        |        |
| Total                    | Total              | Total    | Total  |              | 100          |             | 100         | 29     | 2      |
| Absentions               |                    |          |        |              |              |             |             |        |        |
| Inscrits / participation |                    |          |        |              |              |             |             |        |        |

### Le Rheu
- Maire sortante : Chantal Pétard-Voisin (PS)
- 29 sièges à pourvoir au conseil municipal (population légale 2022 : 9 823 habitants)
- 2 sièges à pourvoir au conseil communautaire (Rennes Métropole)

| Tête de liste | Tête de liste | Parti(s) | Nuance | Premier tour | Premier tour | Second tour | Second tour | Sièges | Sièges |
| Tête de liste | Tête de liste | Parti(s) | Nuance | Voix         | %            | Voix        | %           | CM     | CC     |
| ------------- | ------------- | -------- | ------ | ------------ | ------------ | ----------- | ----------- | ------ | ------ |

### Lécousse
- Maire sortante : Anne Perrin (SE)
- 23 sièges à pourvoir au conseil municipal (population légale 2022 : 3 423 habitants)
- 3 sièges à pourvoir au conseil communautaire (Fougères Agglomération)

| Tête de liste | Tête de liste | Parti(s) | Nuance | Premier tour | Premier tour | Second tour | Second tour | Sièges | Sièges |
| Tête de liste | Tête de liste | Parti(s) | Nuance | Voix         | %            | Voix        | %           | CM     | CC     |
| ------------- | ------------- | -------- | ------ | ------------ | ------------ | ----------- | ----------- | ------ | ------ |

### Liffré
- Maire sortant : Guillaume Bégué (PS)
- 29 sièges à pourvoir au conseil municipal (population légale 2022 : 8 987 habitants)
- 10 sièges à pourvoir au conseil communautaire (Liffré-Cormier Communauté)

| Tête de liste | Tête de liste | Parti(s) | Nuance | Premier tour | Premier tour | Second tour | Second tour | Sièges | Sièges |
| Tête de liste | Tête de liste | Parti(s) | Nuance | Voix         | %            | Voix        | %           | CM     | CC     |
| ------------- | ------------- | -------- | ------ | ------------ | ------------ | ----------- | ----------- | ------ | ------ |

### Louvigné-du-Désert
- Maire sortant : Jean-Pierre Oger (DVD), ne se représente pas[4].
- 23 sièges à pourvoir au conseil municipal (population légale 2022 : 3 352 habitants)
- 3 sièges à pourvoir au conseil communautaire (Fougères Agglomération)

| Tête de liste | Tête de liste | Parti(s) | Nuance | Premier tour | Premier tour | Second tour | Second tour | Sièges | Sièges |
| Tête de liste | Tête de liste | Parti(s) | Nuance | Voix         | %            | Voix        | %           | CM     | CC     |
| ------------- | ------------- | -------- | ------ | ------------ | ------------ | ----------- | ----------- | ------ | ------ |

### Maen Roch
- Maire sortant : Thomas Janvier (RE)
- 29 sièges à pourvoir au conseil municipal (population légale 2022 : 5 093 habitants)
- 7 sièges à pourvoir au conseil communautaire (Couesnon Marches de Bretagne)

| Tête de liste | Tête de liste | Parti(s) | Nuance | Premier tour | Premier tour | Second tour | Second tour | Sièges | Sièges |
| Tête de liste | Tête de liste | Parti(s) | Nuance | Voix         | %            | Voix        | %           | CM     | CC     |
| ------------- | ------------- | -------- | ------ | ------------ | ------------ | ----------- | ----------- | ------ | ------ |

### Melesse
- Maire sortant : Claude Jaouen (DVG)
- 29 sièges à pourvoir au conseil municipal (population légale 2022 : 7 400 habitants)
- 7 sièges à pourvoir au conseil communautaire (CC du Val d'Ille-Aubigné)

| Tête de liste | Tête de liste | Parti(s) | Nuance | Premier tour | Premier tour | Second tour | Second tour | Sièges | Sièges |
| Tête de liste | Tête de liste | Parti(s) | Nuance | Voix         | %            | Voix        | %           | CM     | CC     |
| ------------- | ------------- | -------- | ------ | ------------ | ------------ | ----------- | ----------- | ------ | ------ |

### Mesnil-Roc'h
- Maire sortante : Christelle Brossellier (DVC)
- 27 sièges à pourvoir au conseil municipal (population légale 2022 : 4 457 habitants)
- 5 sièges à pourvoir au conseil communautaire (CC Bretagne Romantique)

| Tête de liste | Tête de liste | Parti(s) | Nuance | Premier tour | Premier tour | Second tour | Second tour | Sièges | Sièges |
| Tête de liste | Tête de liste | Parti(s) | Nuance | Voix         | %            | Voix        | %           | CM     | CC     |
| ------------- | ------------- | -------- | ------ | ------------ | ------------ | ----------- | ----------- | ------ | ------ |

### Miniac-Morvan
- Maire sortant : Olivier Compain (DVC)
- 27 sièges à pourvoir au conseil municipal (population légale 2022 : 4 379 habitants)
- 3 sièges à pourvoir au conseil communautaire (Saint-Malo Agglomération)

| Tête de liste | Tête de liste | Parti(s) | Nuance | Premier tour | Premier tour | Second tour | Second tour | Sièges | Sièges |
| Tête de liste | Tête de liste | Parti(s) | Nuance | Voix         | %            | Voix        | %           | CM     | CC     |
| ------------- | ------------- | -------- | ------ | ------------ | ------------ | ----------- | ----------- | ------ | ------ |

### Montauban-de-Bretagne
- Maire sortant : Serge Jalu (PS)
- 29 sièges à pourvoir au conseil municipal (population légale 2022 : 5 932 habitants)
- 8 sièges à pourvoir au conseil communautaire (CC Saint-Méen Montauban)

| Tête de liste | Tête de liste | Parti(s) | Nuance | Premier tour | Premier tour | Second tour | Second tour | Sièges | Sièges |
| Tête de liste | Tête de liste | Parti(s) | Nuance | Voix         | %            | Voix        | %           | CM     | CC     |
| ------------- | ------------- | -------- | ------ | ------------ | ------------ | ----------- | ----------- | ------ | ------ |

### Montfort-sur-Meu
- Maire sortant : Fabrice Dalino (UDB)
- 29 sièges à pourvoir au conseil municipal (population légale 2022 : 6 767 habitants)
- 8 sièges à pourvoir au conseil communautaire (Montfort Communauté)

| Tête de liste | Tête de liste | Parti(s) | Nuance | Premier tour | Premier tour | Second tour | Second tour | Sièges | Sièges |
| Tête de liste | Tête de liste | Parti(s) | Nuance | Voix         | %            | Voix        | %           | CM     | CC     |
| ------------- | ------------- | -------- | ------ | ------------ | ------------ | ----------- | ----------- | ------ | ------ |

### Montgermont
- Maire sortant : Laurent Prizé (DVG)
- 27 sièges à pourvoir au conseil municipal (population légale 2022 : 3 777 habitants)
- 1 siège à pourvoir au conseil communautaire (Rennes Métropole)

| Tête de liste | Tête de liste | Parti(s) | Nuance | Premier tour | Premier tour | Second tour | Second tour | Sièges | Sièges |
| Tête de liste | Tête de liste | Parti(s) | Nuance | Voix         | %            | Voix        | %           | CM     | CC     |
| ------------- | ------------- | -------- | ------ | ------------ | ------------ | ----------- | ----------- | ------ | ------ |

### Mordelles
- Maire sortant : Thierry Le Bihan (RE)
- 29 sièges à pourvoir au conseil municipal (population légale 2022 : 7 831 habitants)
- 2 sièges à pourvoir au conseil communautaire (Rennes Métropole)

| Tête de liste | Tête de liste | Parti(s) | Nuance | Premier tour | Premier tour | Second tour | Second tour | Sièges | Sièges |
| Tête de liste | Tête de liste | Parti(s) | Nuance | Voix         | %            | Voix        | %           | CM     | CC     |
| ------------- | ------------- | -------- | ------ | ------------ | ------------ | ----------- | ----------- | ------ | ------ |

### Nouvoitou
- Maire sortant : Jean-Marc Legagneur (PS)
- 27 sièges à pourvoir au conseil municipal (population légale 2022 : 3 732 habitants)
- 1 siège à pourvoir au conseil communautaire (Rennes Métropole)

| Tête de liste | Tête de liste | Parti(s) | Nuance | Premier tour | Premier tour | Second tour | Second tour | Sièges | Sièges |
| Tête de liste | Tête de liste | Parti(s) | Nuance | Voix         | %            | Voix        | %           | CM     | CC     |
| ------------- | ------------- | -------- | ------ | ------------ | ------------ | ----------- | ----------- | ------ | ------ |

### Noyal-Châtillon-sur-Seiche
- Maire sortant : Sébastien Guéret (DVG)
- 29 sièges à pourvoir au conseil municipal (population légale 2022 : 7 995 habitants)
- 2 sièges à pourvoir au conseil communautaire (Rennes Métropole)

| Tête de liste | Tête de liste | Parti(s) | Nuance | Premier tour | Premier tour | Second tour | Second tour | Sièges | Sièges |
| Tête de liste | Tête de liste | Parti(s) | Nuance | Voix         | %            | Voix        | %           | CM     | CC     |
| ------------- | ------------- | -------- | ------ | ------------ | ------------ | ----------- | ----------- | ------ | ------ |

### Noyal-sur-Vilaine
- Maire sortante : Marielle Muret-Baudouin (SE)
- 29 sièges à pourvoir au conseil municipal (population légale 2022 : 6 250 habitants)
- 7 sièges à pourvoir au conseil communautaire (Pays de Châteaugiron Communauté)

| Tête de liste | Tête de liste | Parti(s) | Nuance | Premier tour | Premier tour | Second tour | Second tour | Sièges | Sièges |
| Tête de liste | Tête de liste | Parti(s) | Nuance | Voix         | %            | Voix        | %           | CM     | CC     |
| ------------- | ------------- | -------- | ------ | ------------ | ------------ | ----------- | ----------- | ------ | ------ |

### Orgères
- Maire sortant : Yannick Cochaud (DVD)
- 29 sièges à pourvoir au conseil municipal (population légale 2022 : 5 602 habitants)
- 1 siège à pourvoir au conseil communautaire (Rennes Métropole)

| Tête de liste            | Tête de liste    | Parti(s) | Nuance | Premier tour | Premier tour | Second tour | Second tour | Sièges | Sièges |
| Tête de liste            | Tête de liste    | Parti(s) | Nuance | Voix         | %            | Voix        | %           | CM     | CC     |
| ------------------------ | ---------------- | -------- | ------ | ------------ | ------------ | ----------- | ----------- | ------ | ------ |
|                          | Yannick Cochaud, | DVD      |        |              |              |             |             |        |        |
|                          |                  |          |        |              |              |             |             |        |        |
| Exprimés                 |                  |          |        |              |              |             |             |        |        |
| Votes blancs             |                  |          |        |              |              |             |             |        |        |
| Votes nuls               |                  |          |        |              |              |             |             |        |        |
| Total                    | Total            | Total    | Total  |              | 100          |             | 100         | 29     | 1      |
| Absentions               |                  |          |        |              |              |             |             |        |        |
| Inscrits / participation |                  |          |        |              |              |             |             |        |        |

### Pacé
- Maire sortant : Hervé Depouez (DVD)
- 33 sièges à pourvoir au conseil municipal (population légale 2022 : 11 815 habitants)
- 2 sièges à pourvoir au conseil communautaire (Rennes Métropole)

| Tête de liste | Tête de liste | Parti(s) | Nuance | Premier tour | Premier tour | Second tour | Second tour | Sièges | Sièges |
| Tête de liste | Tête de liste | Parti(s) | Nuance | Voix         | %            | Voix        | %           | CM     | CC     |
| ------------- | ------------- | -------- | ------ | ------------ | ------------ | ----------- | ----------- | ------ | ------ |

### Pipriac
- Maire sortant : Franck Pichot (PS)
- 27 sièges à pourvoir au conseil municipal (population légale 2022 : 3 871 habitants)
- 3 sièges à pourvoir au conseil communautaire (Redon Agglomération)

| Tête de liste            | Tête de liste  | Parti(s) | Nuance | Premier tour | Premier tour | Second tour | Second tour | Sièges | Sièges |
| Tête de liste            | Tête de liste  | Parti(s) | Nuance | Voix         | %            | Voix        | %           | CM     | CC     |
| ------------------------ | -------------- | -------- | ------ | ------------ | ------------ | ----------- | ----------- | ------ | ------ |
|                          | Franck Pichot, | PS       |        |              |              |             |             |        |        |
|                          |                |          |        |              |              |             |             |        |        |
| Exprimés                 |                |          |        |              |              |             |             |        |        |
| Votes blancs             |                |          |        |              |              |             |             |        |        |
| Votes nuls               |                |          |        |              |              |             |             |        |        |
| Total                    | Total          | Total    | Total  |              | 100          |             | 100         | 27     | 3      |
| Absentions               |                |          |        |              |              |             |             |        |        |
| Inscrits / participation |                |          |        |              |              |             |             |        |        |

### Piré-Chancé
- Maire sortant : Dominique Denieul (DVD)
- 23 sièges à pourvoir au conseil municipal (population légale 2022 : 3 177 habitants)
- 4 sièges à pourvoir au conseil communautaire (Pays de Châteaugiron Communauté)

| Tête de liste | Tête de liste | Parti(s) | Nuance | Premier tour | Premier tour | Second tour | Second tour | Sièges | Sièges |
| Tête de liste | Tête de liste | Parti(s) | Nuance | Voix         | %            | Voix        | %           | CM     | CC     |
| ------------- | ------------- | -------- | ------ | ------------ | ------------ | ----------- | ----------- | ------ | ------ |

### Plélan-le-Grand
- Maire sortante : Murielle Douté-Bouton (DVG), ne se représente pas[10].
- 27 sièges à pourvoir au conseil municipal (population légale 2022 : 4 063 habitants)
- 6 sièges à pourvoir au conseil communautaire (CC de Brocéliande)

| Tête de liste            | Tête de liste                      | Parti(s) | Nuance | Premier tour | Premier tour | Second tour | Second tour | Sièges | Sièges |
| Tête de liste            | Tête de liste                      | Parti(s) | Nuance | Voix         | %            | Voix        | %           | CM     | CC     |
| ------------------------ | ---------------------------------- | -------- | ------ | ------------ | ------------ | ----------- | ----------- | ------ | ------ |
|                          | Bénédicte Rolland[réf. nécessaire] | DVG      |        |              |              |             |             |        |        |
|                          |                                    |          |        |              |              |             |             |        |        |
| Exprimés                 |                                    |          |        |              |              |             |             |        |        |
| Votes blancs             |                                    |          |        |              |              |             |             |        |        |
| Votes nuls               |                                    |          |        |              |              |             |             |        |        |
| Total                    | Total                              | Total    | Total  |              | 100          | 27          | 6           |        | 100    |
| Absentions               |                                    |          |        |              |              |             |             |        |        |
| Inscrits / participation |                                    |          |        |              |              |             |             |        |        |

### Pleumeleuc
- Maire sortant : Patrick Le Texier (DVD)
- 27 sièges à pourvoir au conseil municipal (population légale 2022 : 3 535 habitants)
- 4 sièges à pourvoir au conseil communautaire (Montfort Communauté)

| Tête de liste | Tête de liste | Parti(s) | Nuance | Premier tour | Premier tour | Second tour | Second tour | Sièges | Sièges |
| Tête de liste | Tête de liste | Parti(s) | Nuance | Voix         | %            | Voix        | %           | CM     | CC     |
| ------------- | ------------- | -------- | ------ | ------------ | ------------ | ----------- | ----------- | ------ | ------ |

### Pleurtuit
- Maire sortante : Sophie Bezier (DVD), ne se représente pas[4].
- 29 sièges à pourvoir au conseil municipal (population légale 2022 : 7 064 habitants)
- 8 sièges à pourvoir au conseil communautaire (CC Côte d'Émeraude)

| Tête de liste | Tête de liste | Parti(s) | Nuance | Premier tour | Premier tour | Second tour | Second tour | Sièges | Sièges |
| Tête de liste | Tête de liste | Parti(s) | Nuance | Voix         | %            | Voix        | %           | CM     | CC     |
| ------------- | ------------- | -------- | ------ | ------------ | ------------ | ----------- | ----------- | ------ | ------ |

### Pont-Péan
- Maire sortant : Michel Demolder (PCF)
- 27 sièges à pourvoir au conseil municipal (population légale 2022 : 4 289 habitants)
- 1 siège à pourvoir au conseil communautaire (Rennes Métropole)

| Tête de liste | Tête de liste | Parti(s) | Nuance | Premier tour | Premier tour | Second tour | Second tour | Sièges | Sièges |
| Tête de liste | Tête de liste | Parti(s) | Nuance | Voix         | %            | Voix        | %           | CM     | CC     |
| ------------- | ------------- | -------- | ------ | ------------ | ------------ | ----------- | ----------- | ------ | ------ |

### Redon
- Maire sortant : Pascal Duchêne (UDI)
- 29 sièges à pourvoir au conseil municipal (population légale 2022 : 9 336 habitants)
- 7 sièges à pourvoir au conseil communautaire (Redon Agglomération)

| Tête de liste | Tête de liste | Parti(s) | Nuance | Premier tour | Premier tour | Second tour | Second tour | Sièges | Sièges |
| Tête de liste | Tête de liste | Parti(s) | Nuance | Voix         | %            | Voix        | %           | CM     | CC     |
| ------------- | ------------- | -------- | ------ | ------------ | ------------ | ----------- | ----------- | ------ | ------ |

### Rennes
- Maire sortante : Nathalie Appéré (PS)
- 61 sièges à pourvoir au conseil municipal (population légale 2022 : 227 830 habitants)
- 49 sièges à pourvoir au conseil communautaire (Rennes Métropole)

| Tête de liste            | Tête de liste    | Parti(s)  | Nuance | Premier tour | Premier tour | Second tour | Second tour | Sièges | Sièges |
| Tête de liste            | Tête de liste    | Parti(s)  | Nuance | Voix         | %            | Voix        | %           | CM     | CC     |
| ------------------------ | ---------------- | --------- | ------ | ------------ | ------------ | ----------- | ----------- | ------ | ------ |
|                          | À déterminer     | LFI       |        |              |              |             |             |        |        |
|                          | À déterminer     | LÉ-UDB-ND |        |              |              |             |             |        |        |
|                          | À déterminer     | G·s       |        |              |              |             |             |        |        |
|                          | À déterminer     | TdP-RE    |        |              |              |             |             |        |        |
|                          | Thomas Rousseau, | LR-LC-LNC |        |              |              |             |             |        |        |
|                          |                  |           |        |              |              |             |             |        |        |
| Exprimés                 |                  |           |        |              |              |             |             |        |        |
| Votes blancs             |                  |           |        |              |              |             |             |        |        |
| Votes nuls               |                  |           |        |              |              |             |             |        |        |
| Total                    | Total            | Total     | Total  |              | 100          |             | 100         | 61     | 49     |
| Absentions               |                  |           |        |              |              |             |             |        |        |
| Inscrits / participation |                  |           |        |              |              |             |             |        |        |

### Retiers
- Maire sortant : Thierry Restif (RE)
- 27 sièges à pourvoir au conseil municipal (population légale 2022 : 4 553 habitants)
- 6 sièges à pourvoir au conseil communautaire (Roche aux Fées Communauté)

| Tête de liste | Tête de liste | Parti(s) | Nuance | Premier tour | Premier tour | Second tour | Second tour | Sièges | Sièges |
| Tête de liste | Tête de liste | Parti(s) | Nuance | Voix         | %            | Voix        | %           | CM     | CC     |
| ------------- | ------------- | -------- | ------ | ------------ | ------------ | ----------- | ----------- | ------ | ------ |

### Romillé
- Maire sortant : Henri Daucé (DVG)
- 27 sièges à pourvoir au conseil municipal (population légale 2022 : 4 154 habitants)
- 1 siège à pourvoir au conseil communautaire (Rennes Métropole)

| Tête de liste | Tête de liste | Parti(s) | Nuance | Premier tour | Premier tour | Second tour | Second tour | Sièges | Sièges |
| Tête de liste | Tête de liste | Parti(s) | Nuance | Voix         | %            | Voix        | %           | CM     | CC     |
| ------------- | ------------- | -------- | ------ | ------------ | ------------ | ----------- | ----------- | ------ | ------ |

### Saint-Aubin-d'Aubigné
- Maire sortant : Jacques Richard (DVD), ne se représente pas[4].
- 27 sièges à pourvoir au conseil municipal (population légale 2022 : 4 231 habitants)
- 4 sièges à pourvoir au conseil communautaire (CC du Val d'Ille-Aubigné)

| Tête de liste | Tête de liste | Parti(s) | Nuance | Premier tour | Premier tour | Second tour | Second tour | Sièges | Sièges |
| Tête de liste | Tête de liste | Parti(s) | Nuance | Voix         | %            | Voix        | %           | CM     | CC     |
| ------------- | ------------- | -------- | ------ | ------------ | ------------ | ----------- | ----------- | ------ | ------ |

### Saint-Aubin-du-Cormier
- Maire sortant : Jérôme Bégasse (DVG)
- 27 sièges à pourvoir au conseil municipal (population légale 2022 : 4 145 habitants)
- 6 sièges à pourvoir au conseil communautaire (Liffré-Cormier Communauté)

| Tête de liste | Tête de liste | Parti(s) | Nuance | Premier tour | Premier tour | Second tour | Second tour | Sièges | Sièges |
| Tête de liste | Tête de liste | Parti(s) | Nuance | Voix         | %            | Voix        | %           | CM     | CC     |
| ------------- | ------------- | -------- | ------ | ------------ | ------------ | ----------- | ----------- | ------ | ------ |

### Saint-Erblon
- Maire sortant : Matthieu Pollet (DVG)
- 27 sièges à pourvoir au conseil municipal (population légale 2022 : 3 615 habitants)
- 1 siège à pourvoir au conseil communautaire (Rennes Métropole)

| Tête de liste            | Tête de liste    | Parti(s) | Nuance | Premier tour | Premier tour | Second tour | Second tour | Sièges | Sièges |
| Tête de liste            | Tête de liste    | Parti(s) | Nuance | Voix         | %            | Voix        | %           | CM     | CC     |
| ------------------------ | ---------------- | -------- | ------ | ------------ | ------------ | ----------- | ----------- | ------ | ------ |
|                          | Matthieu Pollet, | DVG      |        |              |              |             |             |        |        |
|                          |                  |          |        |              |              |             |             |        |        |
| Exprimés                 |                  |          |        |              |              |             |             |        |        |
| Votes blancs             |                  |          |        |              |              |             |             |        |        |
| Votes nuls               |                  |          |        |              |              |             |             |        |        |
| Total                    | Total            | Total    | Total  |              | 100          |             | 100         | 27     | 1      |
| Absentions               |                  |          |        |              |              |             |             |        |        |
| Inscrits / participation |                  |          |        |              |              |             |             |        |        |

### Saint-Gilles
- Maire sortant : Philippe Thébault (DVG), ne se représente pas[4].
- 29 sièges à pourvoir au conseil municipal (population légale 2022 : 5 489 habitants)
- 1 siège à pourvoir au conseil communautaire (Rennes Métropole)

| Tête de liste | Tête de liste | Parti(s) | Nuance | Premier tour | Premier tour | Second tour | Second tour | Sièges | Sièges |
| Tête de liste | Tête de liste | Parti(s) | Nuance | Voix         | %            | Voix        | %           | CM     | CC     |
| ------------- | ------------- | -------- | ------ | ------------ | ------------ | ----------- | ----------- | ------ | ------ |

### Saint-Grégoire
- Maire sortante : Laëtitia Remoissenet (DVC)
- 29 sièges à pourvoir au conseil municipal (population légale 2022 : 9 992 habitants)
- 2 sièges à pourvoir au conseil communautaire (Rennes Métropole)

| Tête de liste | Tête de liste | Parti(s) | Nuance | Premier tour | Premier tour | Second tour | Second tour | Sièges | Sièges |
| Tête de liste | Tête de liste | Parti(s) | Nuance | Voix         | %            | Voix        | %           | CM     | CC     |
| ------------- | ------------- | -------- | ------ | ------------ | ------------ | ----------- | ----------- | ------ | ------ |

### Saint-Jacques-de-la-Lande
- Maire sortante : Marie Ducamin (PS)
- 33 sièges à pourvoir au conseil municipal (population légale 2022 : 13 593 habitants)
- 2 sièges à pourvoir au conseil communautaire (Rennes Métropole)

| Tête de liste            | Tête de liste  | Parti(s) | Nuance | Premier tour | Premier tour | Second tour | Second tour | Sièges | Sièges |
| Tête de liste            | Tête de liste  | Parti(s) | Nuance | Voix         | %            | Voix        | %           | CM     | CC     |
| ------------------------ | -------------- | -------- | ------ | ------------ | ------------ | ----------- | ----------- | ------ | ------ |
|                          | Marie Ducamin, | PS       |        |              |              |             |             |        |        |
|                          |                |          |        |              |              |             |             |        |        |
| Exprimés                 |                |          |        |              |              |             |             |        |        |
| Votes blancs             |                |          |        |              |              |             |             |        |        |
| Votes nuls               |                |          |        |              |              |             |             |        |        |
| Total                    | Total          | Total    | Total  |              | 100          |             | 100         | 33     | 2      |
| Absentions               |                |          |        |              |              |             |             |        |        |
| Inscrits / participation |                |          |        |              |              |             |             |        |        |

### Saint-Malo
- Maire sortant : Gilles Lurton (DVD)
- 43 sièges à pourvoir au conseil municipal (population légale 2022 : 47 255 habitants)
- 30 sièges à pourvoir au conseil communautaire (Saint-Malo Agglomération)

| Tête de liste            | Tête de liste    | Parti(s) | Nuance | Premier tour | Premier tour | Second tour | Second tour | Sièges | Sièges |
| Tête de liste            | Tête de liste    | Parti(s) | Nuance | Voix         | %            | Voix        | %           | CM     | CC     |
| ------------------------ | ---------------- | -------- | ------ | ------------ | ------------ | ----------- | ----------- | ------ | ------ |
|                          | Carole Le Bechec | DVG      |        |              |              |             |             |        |        |
|                          |                  |          |        |              |              |             |             |        |        |
| Exprimés                 |                  |          |        |              |              |             |             |        |        |
| Votes blancs             |                  |          |        |              |              |             |             |        |        |
| Votes nuls               |                  |          |        |              |              |             |             |        |        |
| Total                    | Total            | Total    | Total  |              | 100          |             | 100         | 43     | 30     |
| Absentions               |                  |          |        |              |              |             |             |        |        |
| Inscrits / participation |                  |          |        |              |              |             |             |        |        |

### Saint-Méen-le-Grand
- Maire sortant : Pierre Guitton (UDI), ne se représente pas[4].
- 27 sièges à pourvoir au conseil municipal (population légale 2022 : 4 642 habitants)
- 7 sièges à pourvoir au conseil communautaire (CC Saint-Méen Montauban)

| Tête de liste | Tête de liste | Parti(s) | Nuance | Premier tour | Premier tour | Second tour | Second tour | Sièges | Sièges |
| Tête de liste | Tête de liste | Parti(s) | Nuance | Voix         | %            | Voix        | %           | CM     | CC     |
| ------------- | ------------- | -------- | ------ | ------------ | ------------ | ----------- | ----------- | ------ | ------ |

### Saint-Méloir-des-Ondes
- Maire sortant : Dominique de La Portbarré (DVC)
- 27 sièges à pourvoir au conseil municipal (population légale 2022 : 4 666 habitants)
- 3 sièges à pourvoir au conseil communautaire (Saint-Malo Agglomération)

| Tête de liste | Tête de liste | Parti(s) | Nuance | Premier tour | Premier tour | Second tour | Second tour | Sièges | Sièges |
| Tête de liste | Tête de liste | Parti(s) | Nuance | Voix         | %            | Voix        | %           | CM     | CC     |
| ------------- | ------------- | -------- | ------ | ------------ | ------------ | ----------- | ----------- | ------ | ------ |

### Servon-sur-Vilaine
- Maire sortant : Melaine Morin (DVG)
- 27 sièges à pourvoir au conseil municipal (population légale 2022 : 4 032 habitants)
- 5 sièges à pourvoir au conseil communautaire (Pays de Châteaugiron Communauté)

| Tête de liste | Tête de liste | Parti(s) | Nuance | Premier tour | Premier tour | Second tour | Second tour | Sièges | Sièges |
| Tête de liste | Tête de liste | Parti(s) | Nuance | Voix         | %            | Voix        | %           | CM     | CC     |
| ------------- | ------------- | -------- | ------ | ------------ | ------------ | ----------- | ----------- | ------ | ------ |

### Thorigné-Fouillard
- Maire sortant : Gaël Lefeuvre (ECO)
- 29 sièges à pourvoir au conseil municipal (population légale 2022 : 8 631 habitants)
- 2 sièges à pourvoir au conseil communautaire (Rennes Métropole)

| Tête de liste | Tête de liste | Parti(s) | Nuance | Premier tour | Premier tour | Second tour | Second tour | Sièges | Sièges |
| Tête de liste | Tête de liste | Parti(s) | Nuance | Voix         | %            | Voix        | %           | CM     | CC     |
| ------------- | ------------- | -------- | ------ | ------------ | ------------ | ----------- | ----------- | ------ | ------ |

### Tinténiac
- Maire sortant : Christian Toczé (DVG)
- 27 sièges à pourvoir au conseil municipal (population légale 2022 : 3 877 habitants)
- 4 sièges à pourvoir au conseil communautaire (CC Bretagne Romantique)

| Tête de liste | Tête de liste | Parti(s) | Nuance | Premier tour | Premier tour | Second tour | Second tour | Sièges | Sièges |
| Tête de liste | Tête de liste | Parti(s) | Nuance | Voix         | %            | Voix        | %           | CM     | CC     |
| ------------- | ------------- | -------- | ------ | ------------ | ------------ | ----------- | ----------- | ------ | ------ |

### Val d'Anast
- Maire sortant : Pierre-Yves Reboux (PRV)
- 27 sièges à pourvoir au conseil municipal (population légale 2022 : 3 925 habitants)
- 4 sièges à pourvoir au conseil communautaire (Vallons de Haute-Bretagne Communauté)

| Tête de liste | Tête de liste | Parti(s) | Nuance | Premier tour | Premier tour | Second tour | Second tour | Sièges | Sièges |
| Tête de liste | Tête de liste | Parti(s) | Nuance | Voix         | %            | Voix        | %           | CM     | CC     |
| ------------- | ------------- | -------- | ------ | ------------ | ------------ | ----------- | ----------- | ------ | ------ |

### Val-Couesnon
- Maire sortant : Emmanuel Houdus (DVC)
- 27 sièges à pourvoir au conseil municipal (population légale 2022 : 4 084 habitants)
- 6 sièges à pourvoir au conseil communautaire (Couesnon Marches de Bretagne)

| Tête de liste | Tête de liste | Parti(s) | Nuance | Premier tour | Premier tour | Second tour | Second tour | Sièges | Sièges |
| Tête de liste | Tête de liste | Parti(s) | Nuance | Voix         | %            | Voix        | %           | CM     | CC     |
| ------------- | ------------- | -------- | ------ | ------------ | ------------ | ----------- | ----------- | ------ | ------ |

### Vern-sur-Seiche
- Maire sortant : Stéphane Labbé (HOR)
- 29 sièges à pourvoir au conseil municipal (population légale 2022 : 8 272 habitants)
- 2 sièges à pourvoir au conseil communautaire (Rennes Métropole)

| Tête de liste            | Tête de liste                       | Parti(s) | Nuance | Premier tour | Premier tour | Second tour | Second tour | Sièges | Sièges |
| Tête de liste            | Tête de liste                       | Parti(s) | Nuance | Voix         | %            | Voix        | %           | CM     | CC     |
| ------------------------ | ----------------------------------- | -------- | ------ | ------------ | ------------ | ----------- | ----------- | ------ | ------ |
|                          | Nicolas Perrin[Pas dans la source], | LÉ       |        |              |              |             |             |        |        |
|                          | Stéphane Labbé,                     | HOR      |        |              |              |             |             |        |        |
|                          |                                     |          |        |              |              |             |             |        |        |
| Exprimés                 |                                     |          |        |              |              |             |             |        |        |
| Votes blancs             |                                     |          |        |              |              |             |             |        |        |
| Votes nuls               |                                     |          |        |              |              |             |             |        |        |
| Total                    | Total                               | Total    | Total  |              | 100          |             | 100         | 29     | 2      |
| Absentions               |                                     |          |        |              |              |             |             |        |        |
| Inscrits / participation |                                     |          |        |              |              |             |             |        |        |

### Vezin-le-Coquet
- Maire sortant : René-François Houssin (DVG)
- 29 sièges à pourvoir au conseil municipal (population légale 2022 : 6 441 habitants)
- 2 sièges à pourvoir au conseil communautaire (Rennes Métropole)

| Tête de liste | Tête de liste | Parti(s) | Nuance | Premier tour | Premier tour | Second tour | Second tour | Sièges | Sièges |
| Tête de liste | Tête de liste | Parti(s) | Nuance | Voix         | %            | Voix        | %           | CM     | CC     |
| ------------- | ------------- | -------- | ------ | ------------ | ------------ | ----------- | ----------- | ------ | ------ |

### Vitré
- Maire sortant : Pierre Léonardi (DVD)
- 33 sièges à pourvoir au conseil municipal (population légale 2022 : 18 892 habitants)
- 16 sièges à pourvoir au conseil communautaire (Vitré Communauté)

| Tête de liste            | Tête de liste    | Parti(s)       | Nuance | Premier tour | Premier tour | Second tour | Second tour | Sièges | Sièges |
| Tête de liste            | Tête de liste    | Parti(s)       | Nuance | Voix         | %            | Voix        | %           | CM     | CC     |
| ------------------------ | ---------------- | -------------- | ------ | ------------ | ------------ | ----------- | ----------- | ------ | ------ |
|                          | À déterminer     | LÉ-G.s-PS-L'AP |        |              |              |             |             |        |        |
|                          | Pierre Léonardi, | DVD-LR         |        |              |              |             |             |        |        |
|                          |                  |                |        |              |              |             |             |        |        |
| Exprimés                 |                  |                |        |              |              |             |             |        |        |
| Votes blancs             |                  |                |        |              |              |             |             |        |        |
| Votes nuls               |                  |                |        |              |              |             |             |        |        |
| Total                    | Total            | Total          | Total  |              | 100          |             | 100         | 33     | 16     |
| Absentions               |                  |                |        |              |              |             |             |        |        |
| Inscrits / participation |                  |                |        |              |              |             |             |        |        |